# Johannes Burman

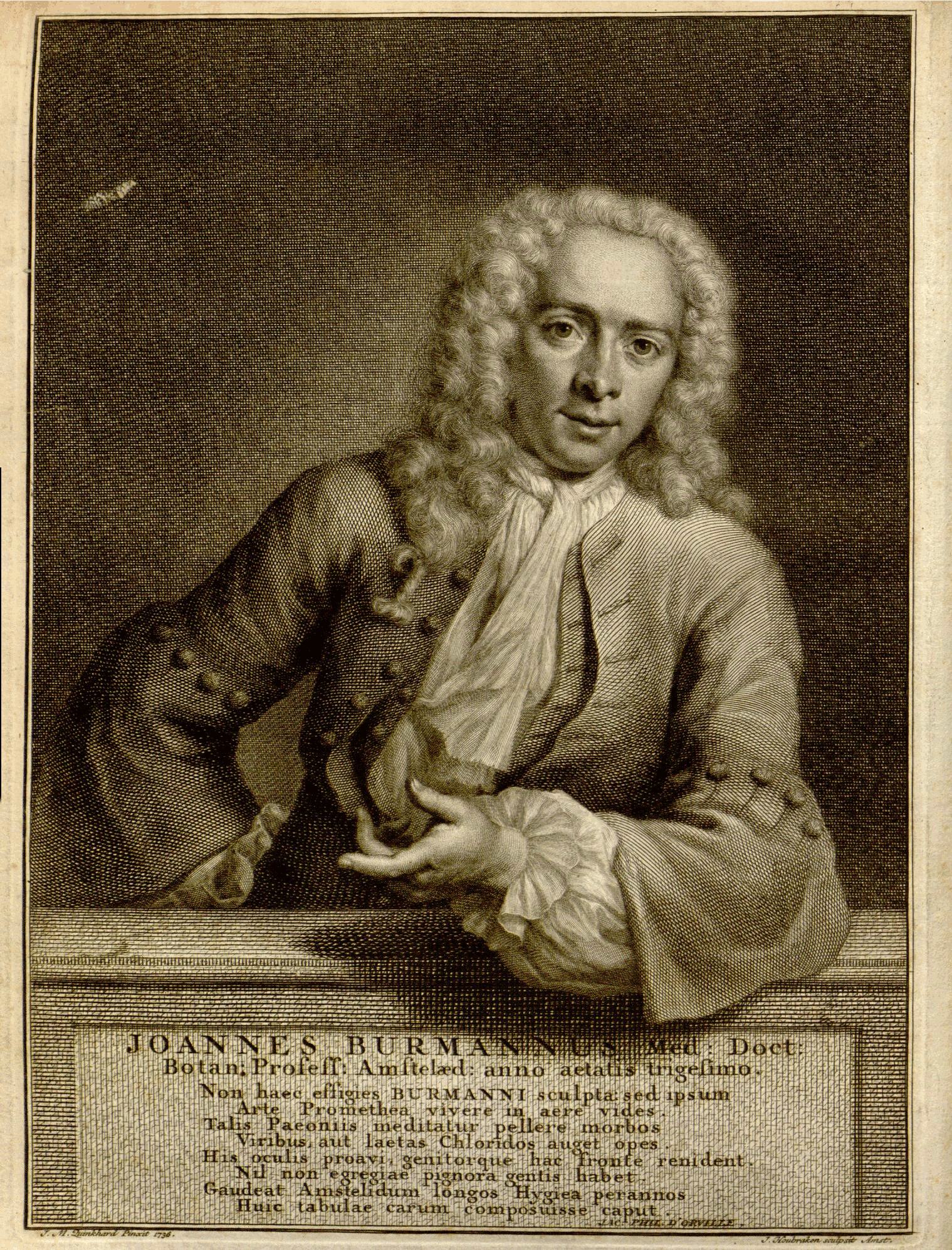
Eingraviertes Porträt von Johannes Burman, datiert 1736, vom Frontispiz bis zur Erstausgabe seines Thesaurus Zeylanicus (1737)

Johannes Burman (* 26. April 1706 in Amsterdam; † 20. Januar 1779 ebenda), latinisiert Johannes Burmannus, war ein niederländischer Arzt und Botaniker. Sein offizielles botanisches Autorenkürzel lautet „Burm.“.

## Leben und Wirken
Johannes Burman ist der älteste Sohn des Theologen Frans Burman und dessen Frau Elizabeth Thierens. Sein Bruder ist der Theologe Frans Burman.
Er begann 1722 sein Studium in Leiden bei Herman Boerhaave, das er 1728 als Doktor der Medizin beendete. Anschließend praktizierte Burman als Arzt in Amsterdam. Nach dem Tod von Frederik Ruysch wurde er Professor für Botanik in Amsterdam und leitete den Hortus Botanicus Amstelodamensis.
Carl von Linné sucht ihn 1735 während seines Aufenthaltes in Holland mit einem Empfehlungsschreiben von Herman Boerhaave auf. Burman war von dem jungen Mann beeindruckt und bot ihm Unterkunft in seinem Haus an, was Linné dankend annahm. Im Jahr 1740 wurde Burman zum Mitglied der Leopoldina gewählt. Ab 1776 war er Ehrenmitglied der Russischen Akademie der Wissenschaften in St. Petersburg.
Johannes Burman war mit Adriana van Buuren verheiratet. Ihr gemeinsamer Sohn Nicolaas Laurens Burman war ebenfalls Botaniker.

## Ehrungen
Carl von Linné benannte ihm zu Ehren die Gattung Burmannia der Pflanzenfamilie der Burmanniaceae.

## Schriften (Auswahl)
- Thesaurus zeylanicus :exhibens plantas in insula Zeylana nascentes, inter quas plurimae novae species & genera inveniuntur, omnia iconibus illustrata, ac descripta. Amsterdam 1737.
- Rariorum Africanarum Plantarum, ad vivum delineatarum, iconibus ac descriptionibus illustratarum. Amsterdam 1738–1739.
- Herbarium amboinense :plurimas conplectens arbores, frutices, herbas, plantas terrestres & aquaticas, quae in Amboina et adjacentibus reperiuntur insulis adcuratissime descriptas iuxta earum formas, cum diuersis denominationibus cultura, usu, ac virtutibus, quod & insuper exhibet varia insectorum animaliumque genera, plurima cum naturalibus eorum figuris depicta /omnia magno labore ac studio multos per annos conlegit. 6 Bände, Amsterdam 1741–1750 – Übersetzung von Georg Eberhard Rumphius’ Werk ins Lateinische.
- Plantarum americanarum fasciculus primus[-decimus] :continens plantas, quas olim Carolus Plumierius, botanicorum princeps detexit, eruitque, atque in insulis Antillis ipse depinxit /Has primum in lucem edidit, concinnisdescriptionibus, & observationibus, aeneisque tabulis illustravit Joannes Burmannus. Amsterdam 1755–1760.
- Flora Malabarica sive Index in omnes tomos Horti Malabarici, quern juxta normama Botanicis hujus aevi receptam. Johannes Schreuder, Amsterdam 1769 (Digitalisat).